# Cărbunești
Cărbunești è un comune della Romania di 1 890 abitanti, ubicato nel distretto di Prahova, nella regione storica della Muntenia.
Il comune è formato dall'unione di 2 villaggi: Cărbunești e Gogeasca.